# Vislandamasten

Vislandamasten är en radio- och tv-mast utanför Vislanda i Alvesta kommun i Kronobergs län. Masten är 217,9 meter hög. Masten sköts av Teracom som sköter tv och radio utsändningen i Sverige. Masten täcker stora delar av Kronobergs län. 
Masten sänder sina radioprogram på effekten 20Kw och sina tv-program på 50Kw. Mastens fullständiga namn är Vislanda Nydala.

## Frekvenser och sändningar
I januari 2013 sänder Vislandamasten följande tjänster:
| Namn  | Innehåll                                        | Frekvenskanal |
| ----- | ----------------------------------------------- | ------------- |
| SR P1 | Nationella program                              | FM 88,0       |
| SR P2 | Nationella program                              | FM 90,6       |
| SR P3 | Nationella program                              | FM 94,7       |
| SR P4 | P4 Kronoberg                                    | FM 101,0      |
| MUX 1 | Svt med smålandsnytt och Sydnytt                | UHF 40        |
| MUX 2 | TV4 Växjö, Sjuan Växjö, TV6 m.fl.               | UHF 50        |
| MUX 3 | TV3, Kanal 5 m.fl                               | UHF 34        |
| MUX 4 | Eurosport, Nickelodeon, Discovery Channel m.fl. | UHF 37        |
| MUX 5 | BBC World News, TCM m.fl.                       | UHF 39        |
| MUX 6 | SVT, TV4, TV3, Kanal 5 i HD                     | UHF 57        |
| MUX 7 | Canal + HD, TV4 News m.fl                       | VHF 8         |

MUX 1-5 sänder i DVB T och MUX 6-7 sänder i DVB T2.
MUX 7 sänder också på VHF-bandet då det är platsbrist på UHF-bandet.